# Ерих Бранденбергер
Ерих Бранденбергер (на немски: Erich Brandenberger) е немски офицер, служил по време на Първата и Втората световна война.

## Биография

### Ранен живот и Първа световна война (1914 – 1918)
Ерих Бранденбергер е роден на 15 юли 1892 г. в Аугсбург, Германска империя. Присъединява се към армията и през 1912 г. става офицерски кадет от баварската армия. Обучава се за служба в артилерията и през в Първата световна война служи в различни подразделения от този род войски. До края ѝ се издига до звание оберлейтенант.

### Втора световна война (1939 – 1945)
В началото на Втората световна война служи като началник-щаб в 23-ти армейски корпус. На 20 февруари 1941 г. получава командването на 8-а танкова дивизия. Издига се бързо в йерархията и заема последователно постове като командир на 59-и армейски корпус (17 януари 1943 г.), 17-и армейски корпус (1 август 1943 г.), 29-и армейски корпус (21 ноември 1943 г.), а след това на 7-а и 19-а армия. На 6 май 1945 г. е пленен от американските войски. Освободен е през 1948 г. Умира на 21 юни 1955 г. в Бон, Германия.

## Военна декорация
- Германски орден Железен кръст (1914) – II степен (21 октомври 1914) и I степен (7 септември 1916)
- Германска Значка за раняване (1914) – черна (?)
- Орден „Кръст на честта“ (?)
- Германски Възпоменателен медал от 13 март 1938 г. (?)
- Германски медал „За изграждане на Атлантическата стена“ (22 ноември 1940)
- Сребърни пластинки към ордена Железен кръст (1939) – II (24 декември 1939) и I степен (15 май 1940)
- Германски медал „За зимна кампания на изтока 1941/42 г.“ (?)
- Рицарски кръст с дъбови листа
  - Носител на Рицарски кръст (15 юли 1941)[2]
  - Носител на Дъбови листа № 324 (12 ноември 1943)[2]
- Упоменат в ежедневния доклад на Вермахтберихт (18 февруари 1944)